# Veddige
Veddige ist ein Ort (tätort) in der schwedischen Provinz Hallands län und der historischen Provinz Halland.
Der Ort in der Gemeinde Varberg liegt etwa 20 km nördlich der Stadt Varberg, am Fluss Viskan im gleichnamigen Tal. Am Ort vorbei führt der Riksvägen 41 (Varberg-Borås). Ferner ist Veddige von der Viskadalsbanan erschlossen.
Eine nennenswerte örtliche Sportvereinigung ist der Unihockey-Club (schwedisch: Innebandy) Veddige IBK, der in der zweiten schwedischen Liga spielt.

## Söhne und Töchter der Stadt
- Karin Andersson (1918–2012), schwedische Politikerin
- Ingemund Bengtsson (1919–2000), schwedischer Politiker